# Anonymous (película)
Anonymous (Anónimo o Anónimos en inglés) es una película pseudohistórica estrenada en el Festival Internacional de Cine de Toronto el 11 de septiembre de 2011. Dirigida por Roland Emmerich y escrita por John Orloff, la película es una versión ficticia de la vida de Edward de Vere, XVII Conde de Oxford, un noble isabelino, dramaturgo, poeta y mecenas de las Artes, al que se muestra como auténtico autor de las obras de Shakespeare. Con Rhys Ifans (de Vere) y Vanessa Redgrave (reina Isabel I de Inglaterra), Anonymous utiliza efectos especiales generados por ordenador para recrear los exteriores del antiguo Londres  entre 1550 y 1604.

## Sinopsis
El reinado de Isabel I de Inglaterra es un período convulso en la política interior-exterior inglesa con la rebelión del Conde de Essex para hacerse con el trono y la guerra anglo-española. En este escenario surge la figura de Edward de Vere, conde de Oxford, poeta y autor teatral de renombre, miembro de la Corte y director de varias compañías escénicas. En la película, este insigne mecenas es el verdadero creador de la obra universal que se le atribuye a William Shakespeare.

## Reparto
| Intérprete           | Personaje                                   |
| -------------------- | ------------------------------------------- |
| Rhys Ifans           | Edward de Vere                              |
| Vanessa Redgrave     | Isabel I de Inglaterra                      |
| Xavier Samuel        | Henry Wriothesley, III conde de Southampton |
| Joely Richardson     | Princesa Isabel Tudor                       |
| Jamie Campbell Bower | Joven Conde de Oxford                       |
| David Thewlis        | William Cecil                               |
| Rafe Spall           | William Shakespeare                         |